# ناووینا
ناووینا (به چکی: Návojná) یک منطقهٔ مسکونی در جمهوری چک است که در ناحیه زلین واقع شده‌است. ناووینا ۸ کیلومتر مربع مساحت و ۷۰۷ نفر جمعیت دارد و ۳۷۰ متر بالاتر از سطح دریا واقع شده‌است.